# 马里尼马尔芒德
马里尼马尔芒德（法語：Marigny-Marmande，法語發音：[maʁiɲi maʁmɑ̃d]）是法国安德尔-卢瓦尔省的一个市镇，位于该省南部偏西，属于希农区。

## 地理
马里尼马尔芒德（46°58'51"N, 0°29'21"E）面积30.83 平方千米，位于法国中央-卢瓦尔河谷大区安德尔-卢瓦尔省，该省份为法国中西部省份，北起萨尔特省、东北接卢瓦-谢尔省，东南接安德尔省，南至维埃纳省，西临曼恩-卢瓦尔省。
与马里尼马尔芒德接壤的市镇（或旧市镇、城区）包括：昂托尼勒蒂亚克、若奈、吕泽、维埃纳河畔波尔、皮西尼、蒙迪永、韦莱什。

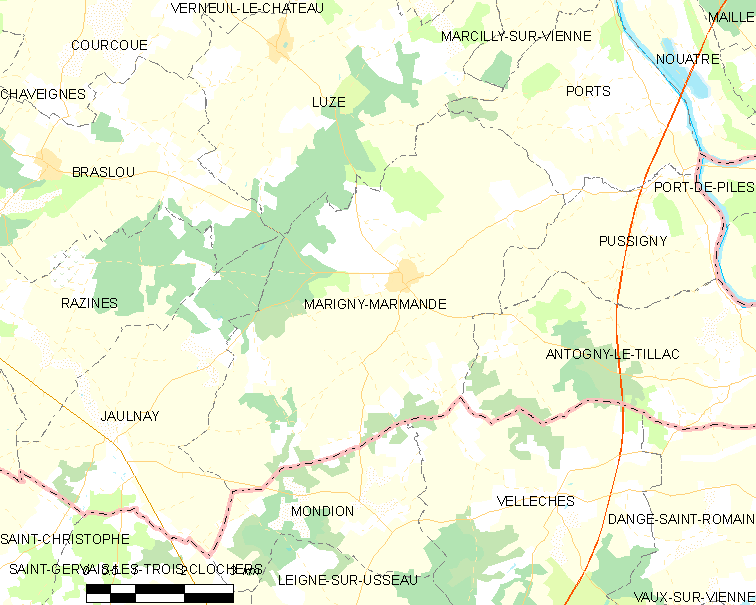
马里尼马尔芒德的OSM定位图

马里尼马尔芒德的时区为UTC+01:00、UTC+02:00（夏令时）。

## 行政
马里尼马尔芒德的邮政编码为37120，INSEE市镇编码为37148。

## 政治
马里尼马尔芒德所属的省级选区为图赖讷地区圣莫尔县。

## 人口

1962-2008年间马里尼马尔芒德人口变化图示

马里尼马尔芒德于2022年1月1日时的人口数量为605人。